# Planvorming van de Amsterdamse metro

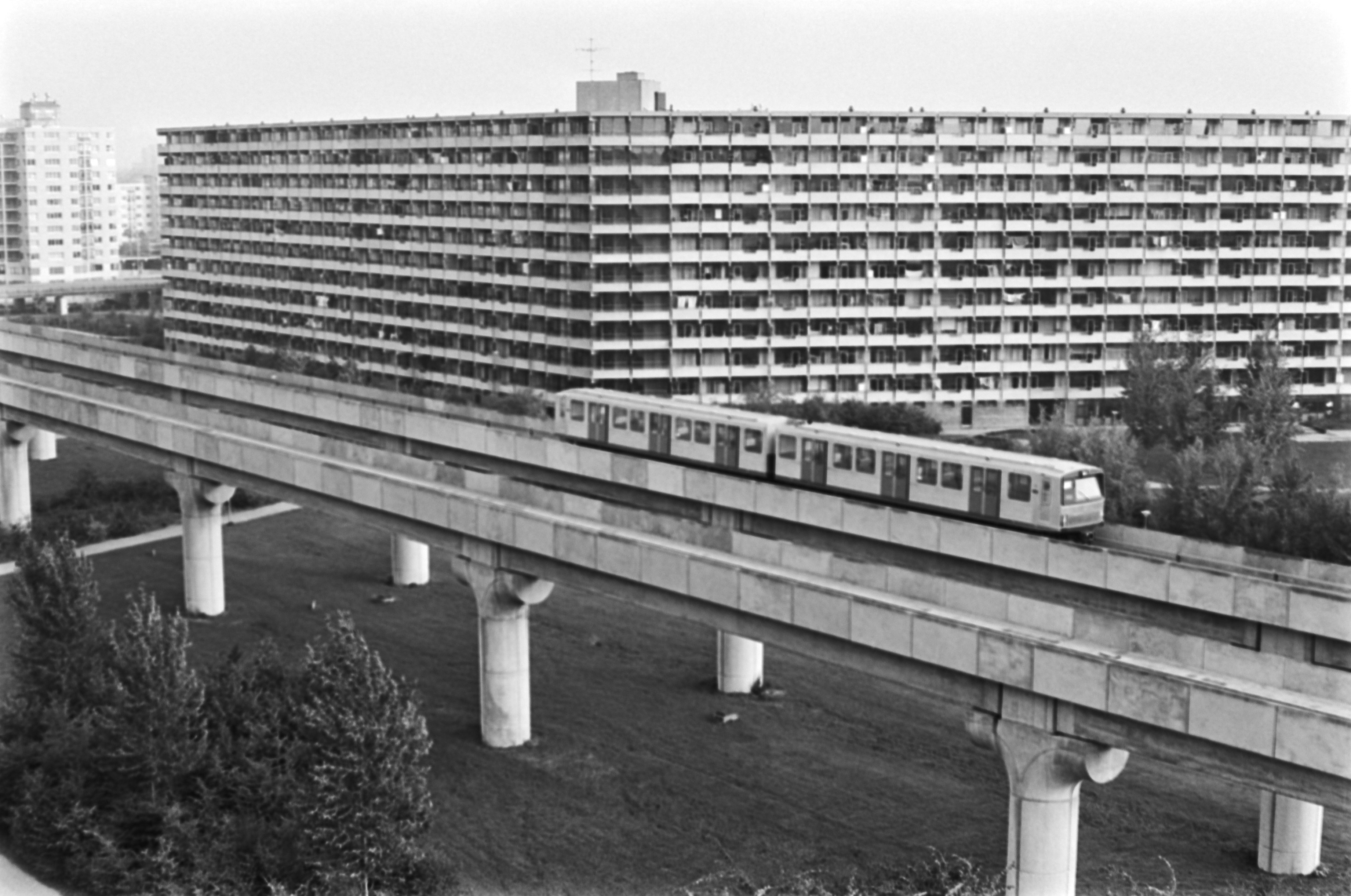
Proefritten van de Amsterdamse metro in de Bijlmermeer in 1977, kort voor de opening van de eerste metrolijn, bij flat Grubbehoeve, tussen metrostation Ganzenhoef en Kraaien(n)est

Het oudste globale plan voor een ondergrondse in Amsterdam dateert uit 1922, wanneer de directeur van de Dienst der Publieke Werken een Ringlijn voorstelt via Keizersgracht, Nieuwe Keizersgracht en een nog aan te leggen IJ-tunnel nabij het Centraal Station, in combinatie met een aantal radiaallijnen. De kosten van de lijn worden geschat op ongeveer 5 miljoen gulden per kilometer.
In de discussie die hierop volgt, stelt de directeur van de Gemeentetram Amsterdam in 1928 voor de verre toekomst een Ringlijn voor die buiten de oude stad over een verhoogde baan voert en binnen de oude stad (bijvoorbeeld tussen Ooster- en Westergasfabriek) door een tunnel. Tevens voorziet hij een Noord/Zuidlijn. Omdat de eerdere plannen te kwalitatief waren voor een precieze kostenberekening, wordt vervolgens in 1929 een traject via de Nieuwezijds Voorburgwal, Spui, Nassaukade, Overtoom en Andreas Schelfhoutstraat gedetailleerd uitgewerkt. De kosten blijken 21 miljoen gulden, wat uiteindelijk te duur is om het plan tot uitvoering te laten komen.

## Metroplan 1968
De discussie laait in de jaren vijftig opnieuw op en in 1966 verschijnt een aantal rapporten over de mogelijkheden voor ondergronds openbaar vervoer in Amsterdam. Burgemeester en wethouders van de gemeente Amsterdam stellen voor om gefaseerd een metronet aan te leggen, dat alle wijken van de stad Amsterdam met elkaar zal verbinden.
In het Plan Stadsspoor uit 1968 worden vier lijnen (inclusief aftakkingen) voorgesteld. Dit plan werd in Amsterdam huis-aan-huis verspreid. De plattegrond die als bijlage bij dit plan zat, toont de volgende tracés:

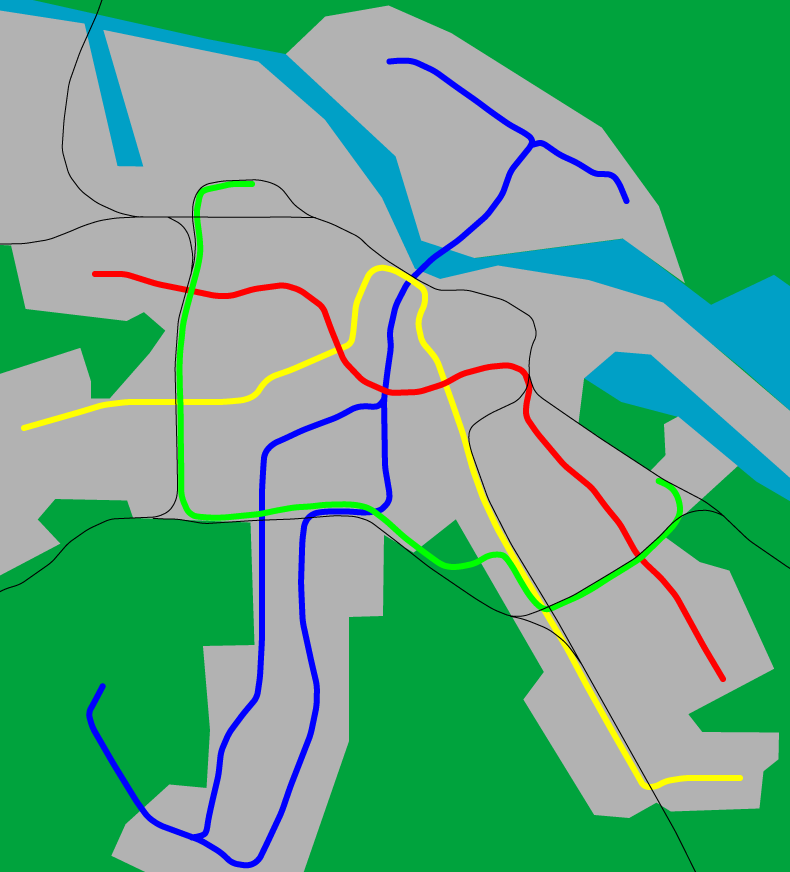
Het oorspronkelijke Stadsspoorplan uit 1968

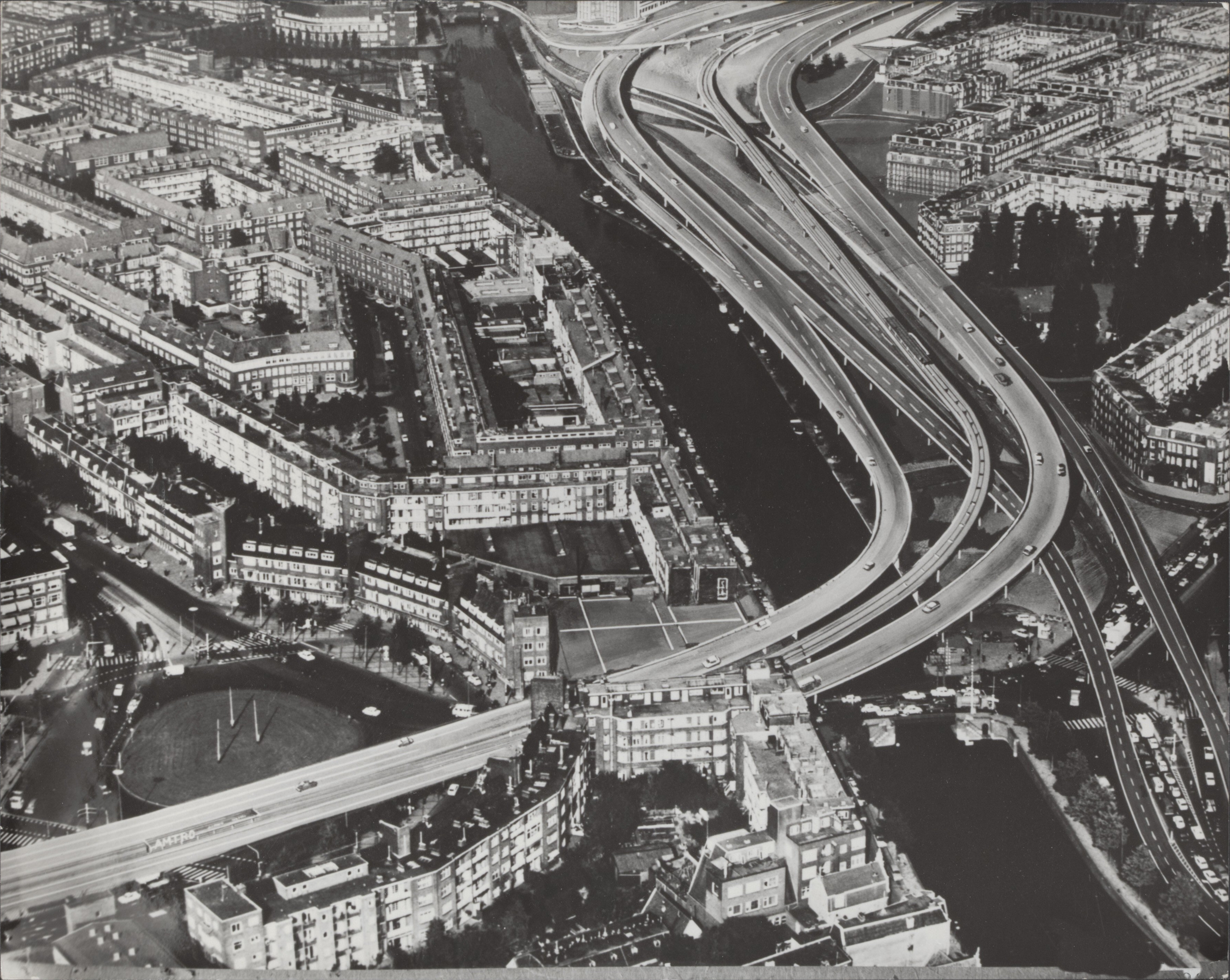
Een voorbeeld uit de brochure van het plan Jokinen, het Surinameplein zou een toegang geven tot een stadssnelweg die op de plaats van de Kinkerbuurt en de rest van Oud-West zou komen te liggen. Voorbeeld van een mogelijk tracé voor de metro die voorzien was in het midden van de snelweg en pas bij het Jacob van Lennepkanaal ondergronds zou gaan

- Een Oost/Westlijn van Amsterdam-Zuidoost naar Osdorp via het Centraal Station, de Prinsengracht, het Jacob van Lennepkanaal en de Cornelis Lelylaan. Metrolijn 54 volgt het Oostelijke deel van deze lijn. Op het gedeelte ten westen van het Centraal Station stonden stations ingetekend ter hoogte van de Noordermarkt, Westermarkt, Looiersgracht (kruisstation met de tweede Oost/Westlijn), Eerste Constantijn Huygensstraat, Jan Pieter Heijestraat en het Surinameplein. Na het Surinameplein zou de lijn het tracé van de huidige trambaan over de Cornelis Lelylaan volgen met stations ter hoogte van de Ringspoorbaan (Station Lelylaan), Johan Huizingalaan, Meer en Vaart tot het einde van de (nooit verlengde) Cornelis Lelylaan bij de Baden Powellweg. Voorbij Meer en Vaart is het beoogde tracé in de jaren zeventig met sociale woningbouw bebouwd.

- Een Ringlijn van het Westelijk Havengebied naar Diemen. Een groot deel van dit tracé is inmiddels gerealiseerd: metrolijn 50 volgt dit tracé tussen de stations Isolatorweg en Van der Madeweg en metrolijn 53 tussen Van der Madeweg en Diemen Zuid. Alleen het gedeelte tussen Diemen Zuid en Diemen is nooit gerealiseerd. In Diemen Zuid was ook nog een kruisingsstation voorzien met de tweede Oost/Westlijn. Daarna stonden er nog stations bij de Sniep (huidige eindpunt tramlijn 19) en bij het NS-station Diemen ingetekend.

- Een Noord/Zuidlijn met een centraal tracé tussen Amsterdam-Noord en het Weteringplantsoen (kruising met de tweede Oost-Westlijn), met stations ter hoogte van de Nieuwe Purmerweg, Kraaienplein, Centraal Station, Dam, Muntplein en Weteringplantsoen, met aftakkingen aan beide uiteinden: in Amsterdam-Noord een aftakking naar het Waterlandplein in Nieuwendam Noord met een station op het Buikslotermeerplein en een aftakking naar Molenwijk via de IJdoornlaan met stations ter hoogte van Banne Buiksloot, Kadoelen en in Molenwijk; ten zuiden van het Weteringplantsoen een aftakking naar Amstelveen-West met stations ter hoogte van het Museumplein, Concertgebouw, De Lairessestraat en Olympisch Stadion, waarna dit tracé de Haarlemmermeerspoorlijn min of meer zou volgen in Amstelveen-West, en een aftakking via de Ferdinand Bolstraat, Churchill-laan, Europaplein, Station Zuid en het tracé van de huidige tram 25 door Amstelveen-Oost. In het zuiden van Amstelveen zouden beide aftakkingen weer samenkomen en hun weg vervolgen naar Schiphol-Oost.

- Een tweede Oost-Westlijn van Geuzenveld op het Lambertus Zijlplein (huidige eindpunt tramlijn 13) via de Burgemeester Röellstraat met stations ter hoogte van de Burgemeester Van Leeuwenlaan, Burgemeester Rendorpstraat en Jan van Galenstraat. Daarna zou het tracé via de Jan van Galenstraat lopen met stations ter hoogte van de Hoofdweg en de Admiraal de Ruijterweg. Vervolgens via de Tweede Hugo de Grootstraat, Marnixstraat met stations ter hoogte van de Rozengracht, Looiersgracht, Leidseplein, Weteringplantsoen, Frederiksplein, Weesperplein, Wereldmuseum, Muiderpoortstation en Ringdijk. Daarna zou het tracé door de Watergraafsmeer lopen via de Middenweg met stations ter hoogte van de Hugo de Vrieslaan, Betondorp en Diemen Zuid naar een aansluiting met het huidige Oostelijke segment van de Gaasperplaslijn ten noorden van de Verrijn Stuartweg.

Kruisingsstations waren voorzien ter hoogte van het Weesperplein, Centraal Station, Looiersgracht, Weteringplantsoen, Cornelis Lelylaan, Jan van Galenstraat, Amstelveenseweg en Diemen Zuid. Het station Weesperplein is bij de bouw uitgevoerd als kruisingsstation, waarvan alleen het gedeelte van de huidige Zuidoostlijn in gebruik is. Het gedeelte waar de kruisende Oost/Westlijn gebruik van had moeten maken is alleen in ruwbouw gereed en ligt onder de perrons van het huidige station. Verder stonden diverse verbindingsbogen op de plattegrond ingetekend die treinbewegingen tussen de hierboven omschreven tracés mogelijk hadden moeten maken.
In de vooroorlogse stad zou het metronet geheel ondergronds worden aangelegd en daarbuiten op aardenbaan of viaduct. Tot het in detail uitwerken van de geplande tracés is het echter nooit gekomen zodat het niet bekend is waar de tracés precies boven de grond zouden komen. 
De verwachting was dat het metronet rond de eeuwwisseling voltooid zou zijn.
In 1968 neemt de Amsterdamse gemeenteraad het principebesluit tot aanleg van het voorgestelde metronet. Men besluit als eerste de Zuidoostlijn aan te laten leggen, enerzijds vanwege de grootschalige woningbouw in de Bijlmermeer (Amsterdam-Zuidoost), anderzijds omdat deze lijn het kortste ondergrondse traject heeft.

### Verwachte realisatie en intrekking besluit
Na de Zuidoostlijn zou aanvankelijk worden begonnen met de bouw van de Noord/Zuidlijn vooral om het snel groeiende Amstelveen te kunnen bedienen met hoogwaardig openbaar vervoer. Men liet echter de mogelijkheid open om Amstelveen in eerste instantie te bedienen via de Zuidoostlijn en de Oostelijke tak van de Noord/Zuidlijn ten zuiden van de Ringspoorbaan, die geheel bovengronds zou lopen, zoals de huidige lijn 51, als eerste aan te leggen waarvoor station Spaklerweg speciaal als overstapstation werd ontworpen. Het resterende gedeelte van de Noord/Zuidlijn zou men dan in een later stadium aanleggen. Van de overige lijnen zou alleen de Ringlijn geheel bovengronds rijden en dus de minste moeilijkheden opleveren. Uiteindelijk is deze lijn in 1997 alsnog geopend.
De overige lijnen verwachtte men, al dan niet gefaseerd, tot het jaar 2000 te voltooien waarbij de Oost/Westlijn Geuzenveld – Diemen Zuid (Gaasperplas) het langste ondergrondse traject zou hebben (als men de beide ondergrondse takken van de Noord/Zuidlijn als aparte lijnen beschouwt).
Ook een rol speelde de liquidatie van het tramnet dat men bij het voltooien van de metro in zijn geheel wilde opheffen. In de buitenwijken was uitsluitend aanvullend vervoer met buslijnen voorzien. Daar het ontworpen metronet grofmazig was zouden in bepaalde delen van de stad ook nog wel rechtstreekse buslijnen moeten blijven rijden. De Spaarndammerbuurt lag bijvoorbeeld op flinke afstand van de dichtstbijzijnde geplande metrostations Noordermarkt of Rozengracht en dat gold ook voor de Oostelijke Eilanden met de stations Centraal of Muiderpoort. Ook een groot deel van Osdorp, waar maar twee metrostations waren voorzien, lag het geplande tracé ongunstig in de zuidoosthoek van de wijk en zou het winkelcentrum Osdorpplein niet bedienen.
Omdat de nieuwste trams uit 1968 dateerden en men de wagens niet vervroegd wilde afschrijven om kapitaalvernietiging te voorkomen, was het te verwachten dat de laatste trams tegen het jaar 2000 zouden rijden.
De Zuidoostlijn, de Noord/Zuidlijn en de Ringlijn zouden vooral voor het busnet grote gevolgen hebben waarbij rechtstreekse lijnen vervangen zouden worden door aanvoerlijnen, maar voor de tram had alleen de Zuidoostlijn vooralsnog gevolgen voor tramlijn 7, die door de metrobouw uit de Wibautstraat moest verdwijnen. Bij de komst van de volledige Noord/Zuidlijn zouden de tramlijnen 2, 4, 16, 24 en 25 die geheel of gedeeltelijk parallel met deze lijn liepen verdwijnen, bij de Westlijn naar Osdorp de parallelle tramlijnen 1, 17 en 27 en bij de Oost/Westlijn Geuzenveld – Watergraafsmeer uiteindelijk ook overgebleven tramlijnen 3, 7, 9, 10 en 13.
In 1969 kwam het GVB nog met de nota Lijnen voor morgen waarvan de grondslag was in afwachting van de lijnen van overmorgen (de metro dus) het tramnet te beperken tot enkele wijdmazige hoofdlijnen die met hoge frequentie zouden worden bereden tot voltooiing van het gehele metronet. Uiteindelijk werd van dit plan alleen de rechttrekking van tramlijn 17 als tramlijn 1 naar Osdorp uitgevoerd. Door het succes hiervan en de tegenslagen bij de metro-aanleg werd het tramnet niet opgeheven en vanaf 1974 zelfs weer uitgebreid.
Wegens grote maatschappelijke weerstand die onder andere uitmondde in de Nieuwmarktrellen in 1975 en overschrijdingen van het budget besloot de gemeente Amsterdam in 1975 dat er na de Oostlijn geen kilometer metrolijn meer bijgebouwd zou worden. Ook het  ministerie van verkeer en waterstaat zou geen verdere financiële medewerking meer verlenen.
In reactie op een rapport van de SOVA (Studiegroep openbaar vervoer Amsterdam) kwamen B&W op 29 juni 1976 met een voorstel de Schiphollijn bij station Minervalaan (het huidige station Zuid) aan te sluiten op een tak van de Zuidoostlijn vanaf de Spaklerweg, het huidige tracé van lijn 51 maar Minister Tjerk Westerterp gaf echter gezien de kosten geen toestemming. 
In plaats hiervan zou er een aansluiting met een stadstramlijn komen bij station Zuid. Omdat één treinstel de hele dag in een 20-minutendienst heen en weer zou pendelen tussen Station Zuid en Schiphol en de passagiers moesten overstappen opperde men in de gemeenteraad met de gedachte om in plaats van een trein een tram over het NS-spoor rechtstreeks naar Schiphol te laten rijden. De tram zou dan via het traject van tramlijn 4 en het afslagtunneltje bij het Beatrixpark, oorspronkelijk bedoeld voor de ondergrondse verlenging van de spoorlijn naar het Museumplein, op de spoorbaan aansluiten. Het GVB beschikte echter niet over tweerichtingtrams maar men onderzocht de mogelijkheid tot huur over overname uit het buitenland hiervan. Minister D. Tuijnman gaf echter uiteindelijk geen toestemming omdat het voor de relatief korte periode te kostbaar zou zijn.

## Jaren tachtig: nadruk op de sneltram
In de jaren tachtig ligt de nadruk op het concept sneltram, dat als alternatief voor de metroplannen uit de jaren zestig en zeventig moet gaan dienen. Op basis van de nota 'Sneltram' besluiten Burgemeester en wethouders van Amsterdam tot de aanleg van een sneltramnet in de plaats van het voorgestelde metronet uit het Plan Stadsspoor.
De sneltramplannen resulteren uiteindelijk in de aanleg van de Amstelveenlijn, die op 1 december 1990 in gebruik wordt genomen. De huidige Ringlijn wordt in eerste instantie ook als een sneltram gepresenteerd, maar deelt meer kenmerken met een metro dan met een sneltram. Bij de opening in 1997 was dan ook sprake van metrolijn 50 in plaats van sneltramlijn 50.

## De jaren negentig en na de eeuwwisseling

### Hernieuwde interesse voor de metro
In de jaren negentig laait de discussie over de aanleg van nieuwe metrolijnen weer op. Tussen Amsterdam-Noord en de Zuidas wordt de Noord/Zuidlijn voorgesteld, die ook al onderdeel vormde van het Plan Stadsspoor. Tussen het Centraal Station en de nieuw te bouwen wijk IJburg wordt in eerste instantie ook een metrolijn voorgesteld, waarvoor zelfs een gedeelte van de tunnel bij het Centraal Station in ruwbouw wordt gebouwd. Vanwege de schaalverkleining van de uiteindelijke plannen voor IJburg wordt in plaats daarvan tramlijn 26 naar IJburg aangelegd en in 2005 geopend.

### Capaciteitsuitbreiding Ringlijn
In 2003 verschijnt onder meer in het Parool een plan om een 'Oost-West' metro aan te leggen van Station Lelylaan (waar een extra perron gebouwd zou moeten worden, waarvoor wel ruimte gereserveerd was) via de Ringlijn tot Diemen Zuid en vandaar via ongebruikte NS sporen naar Station Muiderpoort. Daar dit traject geheel bovengronds zou zijn zouden de kosten beperkt kunnen blijven. Gedachte achter het plan was ontlasting van metrolijn 50 die met name in de ochtendspits op het westelijke gedeelte capaciteitsgebrek heeft. Naderhand is van dit plan niets meer vernomen. Aan versterking van metrolijn 50 op het westelijke traject, waar deze lijn in tegenstelling tot het zuidelijke en oostelijke traject alleen rijdt, heeft men, wellicht door gebrek aan voldoende metrorijtuigen, niet gedacht. Wel is er in 2008 nog even sprake van geweest dat men een tiental metrostellen uit München zou overnemen, maar ook dat ging niet door.
Door de verlegging van metrolijn 51 in maart 2019 vanaf Station Zuid richting Station Isolatorweg is er uiteindelijk op dit lijngedeelte versterking gekomen doordat er nu twee lijnen rijden (50 en 51). Het materieel dat voorheen vanaf Station Zuid richting Amstelveen reed versterkt nu de dienst tussen Station Zuid en Station Isolatorweg.

## Metronetstudie 2007

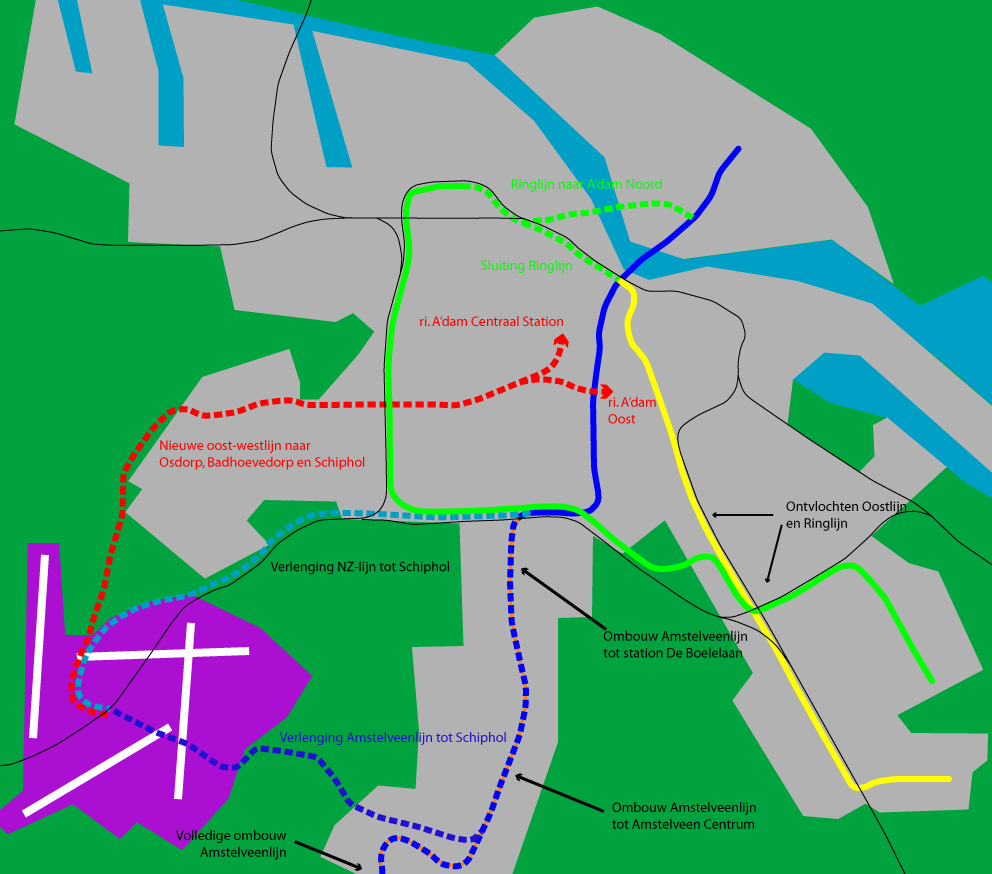
Opties voor uitbreiding van het Amsterdamse metronet volgens de Metronetstudie 2007.

In de op 6 juni 2007 gepubliceerde Metronetstudie wordt dieper ingegaan op de mogelijke ontwikkeling van het metronet tot 2020.

### Metrolijn naar Schiphol
In het kader van de bereikbaarheid van de Zuidas wil men de Noord/Zuidlijn naar Schiphol verlengen. Hiervoor ontwikkelde men drie varianten.
- De eerste gaat uit van een verlenging van de Noord/Zuidlijn parallel aan de A4 en de NS-spoorlijn naar Schiphol.
- De tweede variant gaat uit van de Amstelveenlijn, die tot aan de splitsing voor Amstelveen-Centrum gevolgd wordt waarna deze afbuigt langs het Centrum van Amstelveen en het busstation, om grotendeels parallel aan de A9 Schiphol te bereiken. In het Meerjaren Infrastructuur Programma Amsterdam van 2005 is met deze verlenging rekening gehouden.[8]
- De derde optie gaat uit van een nieuw te bouwen Oost/Westlijn, waarbij de lijn langs de westkant van Badhoevedorp en via het tracé van tramlijn 1 door Osdorp naar Station Lelylaan zou lopen. Vanaf hier zou de lijn ondergronds in oostelijke richting naar de binnenstad lopen.

### Afbouwen Ringlijn
Sinds lange tijd bestaan er plannen de in 1997 voltooide Ringlijn, die dus eigenlijk geen volledige ring is maar een tangentiële lijn, af te bouwen richting Centraal Station. Dit is vanwege geldgebrek niet meteen in 1997 gedaan. Opgemerkt dient echter te worden dat Isolatorweg ook in het oorspronkelijke metroplan van 1968 het eindpunt van de lijn zou zijn.
Hoe deze lijn precies zou moeten lopen en waar deze stations zal krijgen is niet bekend. Er zijn meerdere varianten onderzocht, waaronder ook een die uitgaat van het gebruik van NS-sporen. De voorkeur van de gemeente gaat uit naar een ondergronds traject via het Haarlemmerplein, parallel aan de spoordijk tussen Singelgracht en Centraal Station. Net ten oosten van station Isolatorweg zou de metro bovengronds moeten komen. In het Meerjaren Infrastructuur Programma Amsterdam van 2005 is met deze verlenging rekening gehouden.
Een nieuwere optie is het doortrekken via de Houthavens en het NDSM-terrein naar het metrostation Noorderpark (dat in de planning bekend stond als Johan van Hasseltweg), de op een-na-noordelijkste halte van de Noord/Zuidlijn. In het meest recente Structuurplan Amsterdam 2040 Economisch Sterk en Duurzaam, verschenen in 2010 wordt eveneens uitgegaan van verlenging naar Noord. Het station voor de Noord/Zuidlijn onder het Centraal Station is wel zo uitgevoerd, dat na voltooiing van de Noord/Zuidlijn een verlenging van de Zuidoostlijn vanaf het Centraal Station in westelijke richting nog steeds mogelijk is.

### Verbouwing Amstelveenlijn tot volwaardige metro
In de Metronetstudie van 2007 werd de mogelijkheid onderzocht om de huidige Amstelveenlijn te verbouwen tot volwaardige metrolijn. Door de huidige uitvoering als sneltram is de dienstregeling van deze lijn storingsgevoelig en onbetrouwbaar. Daarnaast zou de (toen) gewenste aansluiting op de Noord/Zuidlijn een hybride dienstregeling op deze nieuwe metrolijn vereisen. Nog een reden is dat grote delen van de infrastructuur van de sneltramlijn rond het jaar 2020 aan vervanging toe zijn, ook wanneer men de exploitatie van de lijn als sneltram zou voortzetten.
Er werden verschillende varianten bekeken: het volledig verbouwen van de lijn tot volwaardige metro tot het huidige eindpunt Westwijk; of een verbouwing van de lijn tot aan station Amstelveen Centrum, waarbij het stuk tussen Amstelveen Centrum en Westwijk als pendelsneltram in gebruik zou blijven.

#### Projectbureau Amstelveenlijn
In februari 2010 werd het Projectbureau Amstelveenlijn opgericht. Het doel van dit projectbureau was het voorbereiden van de verbouwing van het sneltramgedeelte van de Amstelveenlijn tot een volwaardige metrolijn. Een politiek besluit hiertoe zou uiterlijk in 2012 genomen moeten worden. Door diverse procedures parallel te laten verlopen hoopte men dat het mogelijk was om eind 2017 de vernieuwde Amstelveenlijn gelijktijdig met de Noord/Zuidlijn in gebruik te nemen, zodat er direct een doorgaande metrolijn Noord – Amstelveen Westwijk zou ontstaan. Hiervoor was al het lijnnummer 58 gereserveerd.
Men ging uit van een volledige verbouwing van de lijn. Het aantal stopplaatsen zou bijna gehalveerd moeten worden door samenvoeging en opheffing van haltes. Vanaf Station Zuid zou de lijn in een nieuw te bouwen tunnel onder de Buitenveldertselaan langs de Vrije Universiteit moeten lopen met een nieuw ondergronds station Buitenveldert ter hoogte van de De Boelelaan. Daarna had men de keuze voor verlenging van deze tunnel tot een punt ten zuiden van de Van Nijenrodeweg, of de bouw van een viaduct. In Amstelveen blijft de lijn grotendeels op maaiveld liggen. De kruisingen met het overige verkeer in deze stad zouden moeten worden vervangen door onderdoorgangen voor de metro of voor het overige verkeer, afhankelijk van de situatie.
In Amstelveen-Zuid waren er nog twee mogelijkheden: handhaving van het bestaande bochtige tracé door de woonwijk Middenhoven, en verlegging van de lijn tussen de haltes Marne en Sacharovlaan via het ruimer opgezette zuidelijke deel van de Beneluxbaan, zoals ook in het oorspronkelijke plan van 1968 was voorgesteld. In het laatste geval zou de te verlaten sneltrambaan inclusief de onderdoorgang onder de Bovenkerkerweg verbouwd kunnen worden tot een vrije busbaan. De kosten voor deze verbouwing werden, afhankelijk van de gekozen varianten, geschat op een bedrag tussen de € 400 en € 500 miljoen.
Inmiddels werd duidelijk dat de kans dat dit plan ook echt doorgang zou vinden aanzienlijk was verminderd wegens deze hoge kosten. Vanaf het voorjaar van 2011 werden er ook andere varianten voor modernisering van de Amstelveenlijn onderzocht, die niet langer uitgaan van een volledige verbouwing tot metrolijn.
Op 9 september 2011 werd bekendgemaakt dat het Projectbureau Amstelveenlijn door wethouder Eric Wiebes is opgeheven.

#### Zuidas snijdt Amstelveenlijn af
Op 9 februari 2012 hebben de gemeente Amsterdam, Provincie Noord-Holland en het Rijk een akkoord gesloten waardoor de Ringweg A10 bij Station Zuid ondergronds wordt gelegd, door middel van de aanleg van het Zuidasdok. De kosten bedragen zeker 1,4 miljard euro. Tevens worden de metroperrons op station Zuid 'omgeklapt' van de oostzijde naar de westzijde, waardoor de aansluiting door middel van de huidige Amstelveenboog op Station Zuid onmogelijk wordt. Deze verbindingstunnel verzorgde de verbinding van Station Zuid naar de Buitenveldertselaan. Hiermee is ook de verlenging van de Noord/Zuidlijn richting Amstelveen voorlopig van de baan. Een eventuele verlenging van een metro naar Amstelveen door middel van een nieuwe Amstelveenboog is in de plannen van het Zuidasdok niet onmogelijk gemaakt.

#### Verbouwing van de Amstelveenlijn tot Amsteltram
Op 9 februari 2012 hebben de Stadsregio Amsterdam, de gemeente Amsterdam, Amstelveen en stadsdeel Zuid besloten 225 miljoen euro te investeren in een vernieuwde 'hoogwaardige' tramverbinding tussen Amstelveen en Amsterdam, de Amsteltram. 
De bedoeling van dit besluit is dat de Amstelveenlijn betrouwbaarder, sneller en comfortabeler wordt. Amstelveen en de zuidelijk daarvan gelegen gemeenten krijgen daarmee een goede verbinding met de Zuidas, de trein en de Noord/Zuidlijn. Ook het rijk zal minimaal 75 miljoen euro bijdragen aan het project.
De tram moet berekend zijn op een groeiend aantal reizigers en economische verbeteringen. Belangrijk aandachtspunt in het ontwerp is het verbeteren van de verkeersveiligheid en de doorstroming op belangrijke kruisingen.
Sinds 3 maart 2019 rijdt metrolijn 51 zijn oude route tussen Centraal Station – Amstelstation – Station Zuid en vervolgt vanaf daar zijn weg naar de  Isolatorweg. Het gedeelte tussen Station Zuid en Westwijk werd tijdens de werkzaamheden van de aanleg van de Amsteltram zo'n 2 jaar bereden door buslijn 55. Doordat metrolijn 51 nu doorrijdt is deze lijn net zoals de andere metrolijnen van Amsterdam een volledige metrolijn geworden, en hoeft er niet meer van spanning gewisseld worden. Eind 2020 kwam de Amsteltram in bedrijf,  tramlijn 25.

### Ontvlechting van het metronet
Tot en met 2019 delen de vier lijnen op het metronet allemaal gedeeltelijk dezelfde infrastructuur. Deze vervlechting heeft een aantal nadelen: verstoringen op de ene lijn spreiden zich sneller uit over het hele netwerk; de frequenties per lijn liggen lager dan bij een ontvlochten lijnvoering en de dienstregeling per lijn kan minder eenvoudig op de vervoersvraag afgestemd worden. In de Metronetstudie gaat men daarom uit van een ontvlechting van het metronet. Hierbij zouden de lijnen 51 en 53 naar respectievelijk Amstelveen Westwijk en Gaasperplas moeten verdwijnen uit de Oostlijntunnel. Alleen lijn 54 naar Gein blijft daar dan over. Lijn 50 blijft tussen station Isolatorweg en station Van der Madeweg dezelfde route rijden, maar gaat daarna de route van lijn 53 naar Gaasperplas rijden. De Amstelveenlijn zou over de Noord/Zuidlijn moeten gaan rijden. Met de afkoppeling van de Amstelveenlijn van het metronet in maart 2019 is deze optie vervallen.

## Overige plannen

### Aftakking Noord/Zuidlijn naar Zaanstad
Op de Plankaart in het voorlaatste Amsterdamse Structuurplan Kiezen voor Stedelijkheid (2003), dat de ruimtelijke ontwikkeling van de stad tot 2010 vastlegt en vooruitkijkt tot 2030, is een aftakking van de Noord/Zuidlijn naar Zaanstad voorzien. Ook in het eveneens in 2003 verschenen Masterplan Noordelijke IJ-Oever komt deze aftakking voor. Volgens de Metronetstudie wordt de mogelijkheid voor deze lijn nog steeds open gehouden, maar is een realisatie ervan niet vóór 2030 te verwachten.
In het meest recente Structuurplan Amsterdam 2040 Economisch Sterk en Duurzaam uit 2010, dat de ruimtelijke ontwikkeling van de stad tot 2020 vastlegt en vooruitkijkt tot 2040 is deze aftakking niet meer als metrolijn opgenomen. Een verbinding tussen Zaanstad en een of beide toekomstige metrostations in Amsterdam-Noord zou volgens dit plan met een HOV-lijn in de vorm van een hoogwaardige bus- of tramlijn kunnen worden gerealiseerd.

### Oost/Westlijn
In het eerste decennium van deze eeuw is ook voorzichtig begonnen met de planvorming voor een Oost/Westlijn. De eerder genoemde Plankaart van het voorlaatste Structuurplan uit 2003 gaat uit van een metro op het traject Station Amsterdam Lelylaan – Overtoom – Weteringschans – Sarphatistraat. Over hoe deze indicatieve lijn aan beide uiteinden zijn route zou moeten vervolgen werden geen uitspraken gedaan, maar verlengingen in westelijke richting naar Osdorp en Schiphol en in Oostelijke richting naar Zeeburg of Station Amsterdam Science Park liggen voor de hand.
Op de Visiekaart Openbaar Vervoer 2040, onderdeel van het eerder genoemde laatste Structuurplan uit 2010 is een Oost/Westlijn getekend van Schiphol via Osdorp, vervolgens via het in het Structuurplan van 2003 genoemde tracé richting Sarphatistraat met als mogelijk eindpunt het Muiderpoortstation.
Bij de bouw van station Weesperplein is al rekening gehouden met een kruisende Oost/Westlijn. Onder het huidige station bevindt zich namelijk in ruwbouw een deel van het station voor de nooit gebouwde lijn Geuzenveld – Gaasperplas die deel uitmaakte van het plan van 1968. Ook bij het station Vijzelgracht wordt rekening gehouden met de mogelijkheid om een kruisende metrolijn aan te leggen. Deze zou ten zuiden van het station de Noord/Zuidlijn bovenlangs kunnen passeren.

### Metro naar Almere
De voor de IJtram gebouwde Piet Hein-tramtunnel is ook geschikt voor 3 meter brede metro's, omdat in eerdere plannen van de IJ-lijn voorzien was in een metro in plaats van tram naar IJburg. In de toekomst zou deze tunnel gebruikt kunnen worden voor een metrolijn naar bijvoorbeeld Almere, die via een nieuwe brug- en/of tunnelverbinding, de zogenoemde IJmeerverbinding vanaf IJburg dwars door het IJmeer zou moeten lopen. De meeste plannen voor een metro naar Almere gaan echter uit van een verlenging van de Zuidoostlijn bij Diemen Zuid onder het Amsterdam-Rijnkanaal naar IJburg, deze verlenging staat bekend onder de naam Diemertak. Op IJburg zijn voor de lijn een aantal half verdiepte stations gepland. Na IJburg doorkruist de lijn het IJmeer, langs het eiland Pampus in een tunnel. De tunnel zou dan weer bovengronds komen in het uiterste westen van Almere en Flevoland, waar het nieuwe stadsdeel Almere Pampus is voorzien. Het traject is nog onzeker omdat deze wijk nog ontwikkeld moet worden. Na Almere Pampus loopt de lijn door naar Station Almere Centrum, waar al dan niet zijn eindpunt is voorzien. Daarnaast bestaan er ideeën over een eventuele Nieuwendammertak (van de Noord/Zuidlijn) naar Almere te verlengen.
In het Mobiliteitsplan Zeeburgereiland/IJburg wordt gesproken over een mogelijke metroverbinding vanaf en naar Zeeburg en IJburg. Hier wordt echter verder geen onderzoek aan gewijd en er blijft ruimte gereserveerd voor een IJmeerlijn op IJburg in de toekomst. Er mag van uitgegaan worden dat de lijn niet voor 2025 wordt gerealiseerd. Dit komt ook omdat IJburg nog vol in aanbouw is, en Almere Pampus nog gerealiseerd moet worden. Tevens lijkt de prioriteit voor metroverbindingen in de stad op andere plekken groter. Zeeburg en IJburg kunnen tot 2025 toe met een opgewaardeerde tramlijn 26 en HOV richting Weesp en Amsterdam-Zuidoost. Tegen 2028 zal opnieuw gekeken worden naar de mogelijke bouw van deze lijn richting de eilanden.

## Verkenningen uitbreiding Amsterdams metronet 2015
In december 2015 verscheen er een uitkomst van verkenningen voor uitbreiding van het Amsterdams metronet.
Hierin werden een aantal uitbreidingsmogelijkheden onderzocht, waarbij er onderzoek werd gedaan naar de vervoerskundige effecten en hoe de maatschappelijke kosten zich verhouden tot de maatschappelijke baten.
De volgende tracés werden onderzocht:
- Verlenging van de Noord/Zuidlijn naar Schiphol
- Oost/Westlijn
- Sluiting Kleine Ring tussen Isolatorweg en Centraal Station
- Sluiting Grote Ring tussen Isolatorweg en Noorderpark
- Station Sixhaven
- Dubbel kopstation Cornelis Lelylaan

### Verlenging van de Noord/Zuidlijn naar Schiphol
Voor mogelijke verlenging van de Noord/Zuidlijn naar Schiphol zijn er drie varianten bedacht.
- Station Zuid – Amstelveenseweg – Knooppunt De Nieuwe Meer – Nieuw Sloten – Badhoevedorp – Schiphol West – Schiphol Centrum
- Station Zuid – Amstelveenseweg – Knooppunt De Nieuwe Meer – Schiphol Noord – Schiphol Centrum
- Station Zuid – Amstelveenseweg – Knooppunt De Nieuwe Meer – Schiphol Noord – Schiphol Centrum (via een kortere route door een tunnel onder Schiphol)

Er worden op dit tracé circa 32.000 passagiers per dag verwacht. De kosten van aanleg liggen tussen 1,6 en 2,1 miljard euro.
Bij variant A loopt de metrolijn vanaf Knooppunt De Nieuwe Meer langs de noordkant van Haagseweg (A4). Er zijn stations voorzien bij de Johan Huizingalaan (Riekerpolder) en de Anderlechtlaan (Nieuw Sloten). Vanaf de Ringvaart van de Haarlemmermeerpolder loopt het tracé via de zuidrand van Badhoevedorp en vervolgens via het verlengde van de Duizendbladweg, via een tunnel onder de bestaande start- en landingsbaan met bijbehorende taxibaan en dienstwegen door tot bij de tunnelmond van de A4. Daarna in een lange boog naar links naar het viersporige eindstation nabij Schiphol Plaza.
Bij variant B loopt de metrolijn vanaf Knooppunt De Nieuwe Meer langs de zuidkant van Haagseweg (A4). Er zijn stations voorzien bij de Johan Huizingalaan (Riekerpolder) en de Anderlechtlaan (Nieuw Sloten). Vanaf de Ringvaart van de Haarlemmermeerpolder loopt het tracé aan de zuidkant om het Knooppunt Badhoevedorp (A4 / A9) heen en via het verlengde van de Oude Haagseweg komt via de busbaan Zuidtangent uit bij het Busstation Knooppunt Schiphol-Noord (station). Vervolgens via de bestaande busbaan en -tunnel naar het viersporige eindstation nabij Schiphol Plaza.
Bij variant C loopt het metrotracé vanaf Knooppunt Schiphol-Noord rechtstreeks in een tunnel onder het platform van Schiphol door naar de Havenmeesterweg (station), naast de Verkeerstoren. Voorbij dit station is een viersporig emplacement voorzien. Van hieruit is een eventuele verlenging mogelijk naar Hoofddorp.

### Oost/Westlijn
Een mogelijke nieuwe verbinding tussen Amsterdam-Oost, Amsterdam-West en Schiphol. Route: Sciencepark (Watergraafsmeer) – Station Muiderpoort – Pontanusstraat – Mauritskade – Sarphatistraat – Weteringschans – Singelgracht – Overtoom – Surinameplein – Cornelis Lelylaan – Osdorp – De Aker – Badhoevedorp – Schiphol Centrum
Deze lijn zou de bestaande metrolijnen kruisen op de volgende stations: Weesperplein (Zuidoostlijn), Vijzelgracht (Noord/Zuidlijn), Lelylaan (Ringlijn).
De totale lengte zou 18,8 km worden, met 18 stations. Men schat dat er tussen 100.000 en 130.000 passagiers per dag vervoerd zouden kunnen worden. De bouwkosten worden geschat op meer dan 7 miljard euro. Als de lijn niet naar Schiphol wordt doorgetrokken, maar tot Badhoevedorp of Osdorp loopt scheelt dit 2 miljard euro.

#### Routebeschrijving
Vanaf Sciencepark (station) evenwijdig bovengronds langs de spoorlijn richting Station Muiderpoort. Bij de kruising met de Molukkenstraat begint een tunnel, die doorloopt onder de Celebesstraat (station Muiderpoort), vervolgens loopt het tracé schuin onder de spoorlijnen door naar de Pontanusstraat en buigt af richting Mauritskade (station Dapperbuurt). Daarna verder onder de Singelgracht, het Alexanderplein en de Sarphatistraat. Ten oosten van de kruising met het Weesperplein is een station voorzien met overstapmogelijkheid op de bestaande Zuidoostlijn. Deze wordt op een diep niveau gekruist. Hiervoor is in de jaren zeventig al een tunneldeel gebouwd.
Daarna diep onder de Hogesluis onder de Amstel door en verder naar het Frederiksplein (station). Verder via de Weteringschans, met ten oosten van de Vijzelgracht een station met overstapmogelijkheid op de Noord/Zuidlijn. Deze wordt op een ondiep niveau gekruist. Daarna splitst de tunnel zich in twee aparte buizen ter hoogte van het Eerste Weteringplantsoen. Van hieraf zijn er twee geboorde tunnelbuizen voorzien onder de Weteringschans / Singelgracht en Stadhouderskade. Vanwege de beperkte ruimte komen de buizen ter hoogte van het Leidsebosje en de boog naar de Overtoom onder elkaar te liggen.
Het station Leidseplein komt in twee niveaus, zoals nu bij Station De Pijp in de Noord/Zuidlijn. Daarna een scherpe boog naar de Overtoom. Ter hoogte van de Eerste Constantijn Huygensstraat liggen de geboorde buizen weer naast elkaar, met een station ter hoogte van de Tweede Constantijn Huijgensstraat. Een tweede station onder de Overtoom zou kunnen komen tussen de Pieter Langendijkstraat en de Rhijnvis Feithstraat. Met een diepliggende tunnel wordt ter hoogte van de Overtoomse Sluis de Kostverlorenvaart gekruist en gaat onder de bebouwing langs de Surinamestraat door naar het Surinameplein (station). Op de Cornelis Lelylaan ter hoogte van het Rembrandtpark eindigt de boortunnel en ligt het tracé verder in een ondiepe tunnel tot iets ten oosten van Station Lelylaan (overstapmogelijkheid op de Ringlijn).
Het tracé door Slotervaart is verder voorzien via de bestaande trambaan tot bij de Sloterplas, met een bovengronds station bij de Hemsterhuisstraat. Ter hoogte van de Piet Wiedijkstraat begint weer een tunnel met een station bij Meer en Vaart. Het tracé loopt verder door Osdorp en volgt het Hoekenespad en het Roosje Vospad, met een station ter hoogte van de Clauskindereweg. Met een boog om het Tuincentrum Osdorp heen komt de tunnel bij het Ecuplein (station De Aker). Onder de Machinetocht loopt de tunnel verder, kruist de Ringvaart van de Haarlemmermeerpolder, en gaat verder via de Kamerlingh Onneslaan met station Badhoevedorp, ter hoogte van waar de oude A9 lag. Vervolgens loopt het tracé in zuidwestelijke richting naar Schiphol Centrum.

### Sluiting Kleine Ring tussen Isolatorweg en Centraal Station
Bij de verbinding tussen Isolatorweg en Centraal Station zijn er twee varianten: grotendeels ondergronds en grotendeels bovengronds. Deze laatste loopt over de gehele lengte vlak langs de bestaande treinsporen (lengte 4,2 km). De geheel ondergrondse variant zou via het Overbrakerpad en onder de Haarlemmervaart – Haarlemmerplein – Haarlemmer Houttuinen lopen (lengte 4,5 km). Er zijn drie stations voorzien: Transformatorweg, Haarlemmerplein en Korte Prinsengracht (Westerdok).
Men schat dat er circa 55.000 passagiers per dag vervoerd zouden kunnen worden, waarvan 13.000 op de nieuwe stations. De bouwkosten worden geschat op 1,5 tot 3,6 miljard euro.

### Sluiting Grote Ring tussen Isolatorweg en Noorderpark
Vanaf de Isolatorweg wordt de bestaande lijn in plaats van in oostelijke richting in noordelijke richting verlengd. Deze lijn zou geheel ondergronds worden. Vanaf de Isolatorweg via de Spaarndammerdijk (station Transformatorweg) – Houthavens – onder het IJ door – NDSM-terrein (station) – Johan van Hasseltkanaal (station Ridderspoorweg) – Mosveld – Noorderpark (aansluiting op de Noord/Zuidlijn).
Deze verbinding zou 5,7 km aan extra infrastructuur opleveren. Op de vier stations worden totaal 6.000 reizigers per dag verwacht en 21.000 op het hele tracé. De kosten liggen tussen de op 2,4 en 2,5 miljard euro.

### Station Sixhaven
In de tunnel van de Noord/Zuidlijn is ter hoogte van de Willem I-sluis een planologische reservering voor een station Sixhaven. Bij de aanleg van de metrolijn is dit station niet gelijk gerealiseerd. Er ligt nu een keerspoor in het midden. Hier zou een smal eilandperron kunnen komen of twee zijperrons in elkaars verlengde, met een ingang in het midden. Kosten: circa 55 miljoen euro.
Bij aansluiting van een zijlijn richting Zaanstad zou er een viersporig station moeten komen. Het tracé zou dan kunnen lopen via een kruising met het Noordhollandsch Kanaal – Hagedoornweg – Mosveld (station) – Johan van Hasseltkanaal (station Ridderspoorweg) – via een S-boog naar de Klaprozenweg – via een tweede S-boog naar de Cornelis Douwesweg en verder richting Zaanstad; dit tracé is nog niet verkend.

### Dubbel kopstation Cornelis Lelylaan
Bij het sluiten van de Kleine Ring kan het voor de exploitatie wenselijk zijn om een deel van de treinen bij Station Lelylaan te laten eindigen. Hierbij is uitgangspunt dat er hier zowel doorgaande metrotreinen zijn als treinen die kopmaken (noordzijde en zuidzijde). Het bestaande westelijke spoor behoudt zijn functie (treinen van Sloterdijk naar Zuid), het bestaande oostelijke spoor zou dan een dubbel kopspoor worden. Ten oosten hiervan komt een extra middenperron met daarlangs aan de oostkant een nieuw derde spoor, voor de treinen van Zuid naar Sloterdijk.

## Metropakket Westzijde Amsterdam

### Schaalsprong door combinatie van verlengde Noord/Zuidlijn en gesloten Ringlijn via CS
In 2018 presenteerde Amsterdam in samenwerking met andere regiogemeenten, NS, Schiphol en KLM een plan om door middel van twee metroverlengingen het openbaar vervoer in de Metropoolregio Amsterdam op een hoger niveau te brengen. Een combinatie van een verlengde Noord/Zuidlijn tot Hoofdorp en gesloten Ringlijn via CS kan een groot deel van het regionale spoorvervoer aan de westzijde van Amsterdam overnemen. Op die manier ontstaat ruimte op het spoor voor meer internationale treinen en intercity's. In essentie is het een kostenefficiënte wijze om de Schipholtunnel te ontlasten, waarvan verbreding een veelvoud zou kosten. De beide metrolijnen ontsluiten bovendien aanliggende ontwikkelgebieden in de zogenaamde Kerncorridor tussen Zuidas en Hoofddorp in Haven-Stad. Verder zou met name de Ringlijn een aanzienlijke ontlasting van het tram- en busnetwerk aan de west- en zuidzijde van het Amsterdamse stadscentrum betekenen.
Het metropakket Amsterdam zoekt voor financiering onder andere steun bij het Rijk. Onderzocht wordt of er een bijdrage kan worden gedaan uit het Nationaal Groeifonds.

## Omgevingsvisie Amsterdam 2050

### Metro als drager van twee schaalsprongen
Het metropakket Westzijde Amsterdam is integraal opgenomen in de nieuwe Omgevingsvisie Amsterdam 2050, die in juli 2021 is vastgesteld en de Structuurvisie uit 2011 vervangt. In de omgevingsvisie wordt de combinatie van een verlengde Noord/Zuidlijn tot Hoofddorp en gesloten Ringlijn via CS beschreven als een eerste van twee schaalsprongen die tot 2050 nodig zijn om verdere groei van de stad en de regio mogelijk te maken. Deze eerste schaalsprong is voorzien voor ongeveer 2030 (realisatie). De tweede schaalsprong is nodig tussen 2040 en 2050. Deze kan bestaan uit een Oost/Westlijn, zoals eerder al onderzocht en ook opgenomen in de Structuurvisie, of een Zaan/Amstellijn. Deze laatste lijn zou volgens de omgevingsvisie een afsplitsing van de Ringlijn/Oostlijn moeten zijn, die vanaf de Hemknoop via de Coen- en Vlothavens en het C. Douwesterrein naar Zaanstad loopt. Gekozen is voor deze afsplitsing in plaats van een eerder onderzochte aftakking bij Sixhaven omdat er langs dit nieuwe tracé meer vervoerwaarde is en omdat de lijn minder nadelige effecten heeft op de bediening van de Ringlijn dan een afsplitsing van de Noord/Zuidlijn zou hebben op de bediening van de tak richting Noord.

### IJmeerverbinding
In de omgevingsvisie is ook een IJmeerverbinding opgenomen. Voor een verbeterde bereikbaarheid van de oostflank en het ontlasten van het spoor aan oostzijde van Amsterdam is in een Plan Amsterdam uit 2019 als alternatief voor een IJmeerlijn ook een verlenging van de metro langs het spoor naar Weesp geopperd.